# Candy Riot
Candy Riot ist ein Kurzfilm des portugiesischen Regisseurs David Tutti dos Reis aus dem Jahr 2011.

## Handlung
An einem gewöhnlichen Tag hat ein Paar den Wunsch zu rebellieren. Poster oder Spruchbänder scheinen zu herkömmlich. Deshalb verteilen sie während einer Anti-NATO-Demonstration in Lissabon Süßigkeiten.

## Rezeption
Der Film lief 2011 im internationalen Wettbewerb des Filmfestivals Indie Lisboa.